# Greg Furman
Gregory „Greg“ D. Furman (* 26. März 1989 in Newton, Middlesex County, Massachusetts) ist ein US-amerikanischer Theater- und Filmschauspieler, Drehbuchautor und Filmschaffender.

## Leben
Furman besuchte die Yorktown High School in New York. Während seiner Zeit auf dem Marist College war er als Schauspieler in verschiedenen Theaterproduktionen zu sehen. Außerdem wirkte er in der Sketch-Comedy-Gruppe That's A Shame mit. Er schrieb einige Sketche und trat auch auf. Furman erwarb einen Bachelor-Abschluss in den Fächern Business Marketing und Fernseh- und Filmproduktion. Nach seiner Collegezeit zog er nach Manhattan. Dort schloss er sich gemeinsam mit seinem Kollegen und Freund Sam Underwood der gemeinnützigen Theatergruppe Fundamental Theatre Project an, wo er später auch als stellvertretender Direktor des Vorstandes fungierte. Es folgte eine Rolle in einer Off-Broadway-Produktion von Twelve Angry Men und er konnte sein Schauspiel während seiner Zeit bei der The Barrow Group weiter verfeinern. 2013 zog er nach Los Angeles, wo er seinen Tätigkeitsbereich um musikalische Arbeiten erweiterte. Eine Zeit lang fungierte er außerdem als Autor für den Komiker Andy Dick.
Er debütierte 2010 in dem Kurzfilm Ziggy Phelps & the Spiders from Mars als Filmschauspieler. Nach weiteren Besetzungen in Kurzfilmen, an denen er teilweise in filmschaffender Funktion tätig war, folgten im Zeitraum von 2014 bis 2018 Besetzungen in jeweils zwei Episoden der Fernsehserien The Bay, King Bachelor's Pad und Waking Up With Strangers. Ab 2018 folgten überwiegend Besetzungen in Low-Budget-Filmen und Mockbustern wie Flug 666, Triassic World oder Nazi Overlord.

## Filmografie (Auswahl)

### Schauspieler
- 2010: Ziggy Phelps & the Spiders from Mars (Kurzfilm)
- 2011: Bluish (Kurzfilm)
- 2013: The Last Keepers
- 2013: True Design (Kurzfilm)
- 2013: Stardust Motel (Kurzfilm)
- 2014: Let Go (Kurzfilm)
- 2014: The Bay (Fernsehserie, 2 Episoden)
- 2015: A Slight Hiccup (Kurzfilm)
- 2015: Addiction (Kurzfilm)
- 2016: Problems Being a Witness (Kurzfilm)
- 2016: Killer Clown (Kurzfilm)
- 2016: King Bachelor's Pad (Fernsehserie, 2 Episoden)
- 2016: Crazy Drug Lord (Kurzfilm)
- 2017: Tied to the Past (Kurzfilm)
- 2018: Timex: Vacancy (Kurzfilm)
- 2018: Flug 666 (Flight 666)
- 2018: Triassic World
- 2018: Waking Up With Strangers (Fernsehserie, 2 Episoden)
- 2018: Nazi Overlord
- 2019: Young Blood (Kurzfilm)
- 2020: Hollywood
- 2020: One Last Thing (Kurzfilm)
- 2021: 10 Days (Podcastserie, Episode 1x01)
- 2021: Shifter (Fernsehserie, Episode 1x05)
- 2022: Wing Dad
- 2022: Die Goldbergs (The Goldbergs, Fernsehserie, Episode 10x05)
- 2022: It's Just a Car. (Kurzfilm)

### Filmschaffender
- 2013: Stardust Motel (Kurzfilm; Drehbuch, Kamera, Produktion, Regie, Schnitt)
- 2013: Absolutely Jason Stuart (Fernsehserie; Schnitt)
- 2013–2014: PARIS in LA (Fernsehserie, 26 Episoden; Produktion)
- 2015: Addiction (Kurzfilm; Drehbuch, Kamera, Produktion, Regie, Schnitt)

## Theater
- Twelve Angry Men (Roy Arias Theater Center)
- As You Like It, Regie: Jim Steinmeyer
- Brighton Beach Memoirs, Regie: Glen Freeman
- Barefoot in the Park, Regie: Nicole Madar
- The Heidi Chronicles, Regie: Alexa Mullen
- Extra, Regie: Vinnie Pagano
- Robin Hood, Regie: Michael James
- Dog Sees God, Regie: Brian Apfel
- Invitation to Murder, Regie: Justin Santore